# Platygyria kongtingensis
Platygyria kongtingensis là một loài thực vật có mạch trong họ Polypodiaceae. Loài này được Ching & Y.X. Ling miêu tả khoa học đầu tiên năm 1983.